# 25045 Baixuefei
25045 Baixuefei è un asteroide della fascia principale. Scoperto nel 1998, presenta un'orbita caratterizzata da un semiasse maggiore pari a 2,2717988 UA e da un'eccentricità di 0,1478921, inclinata di 6,97153° rispetto all'eclittica.